# Jaskinia Żydowska
Jaskinia Żydowska – jaskinia na terenie Niecki Nidziańskiej. Ma trzy otwory wejściowe znajdujące się na południe od wsi Marzęcin (gmina Pińczów), w ścianie gipsowej, w pobliżu Jaskini w Marzęcinie i Schronu w Marzęcinie, na wysokościach 236 i 238,5 m n.p.m. Długość jaskini wynosi 25 metrów, a jej deniwelacja 3,2 metrów.

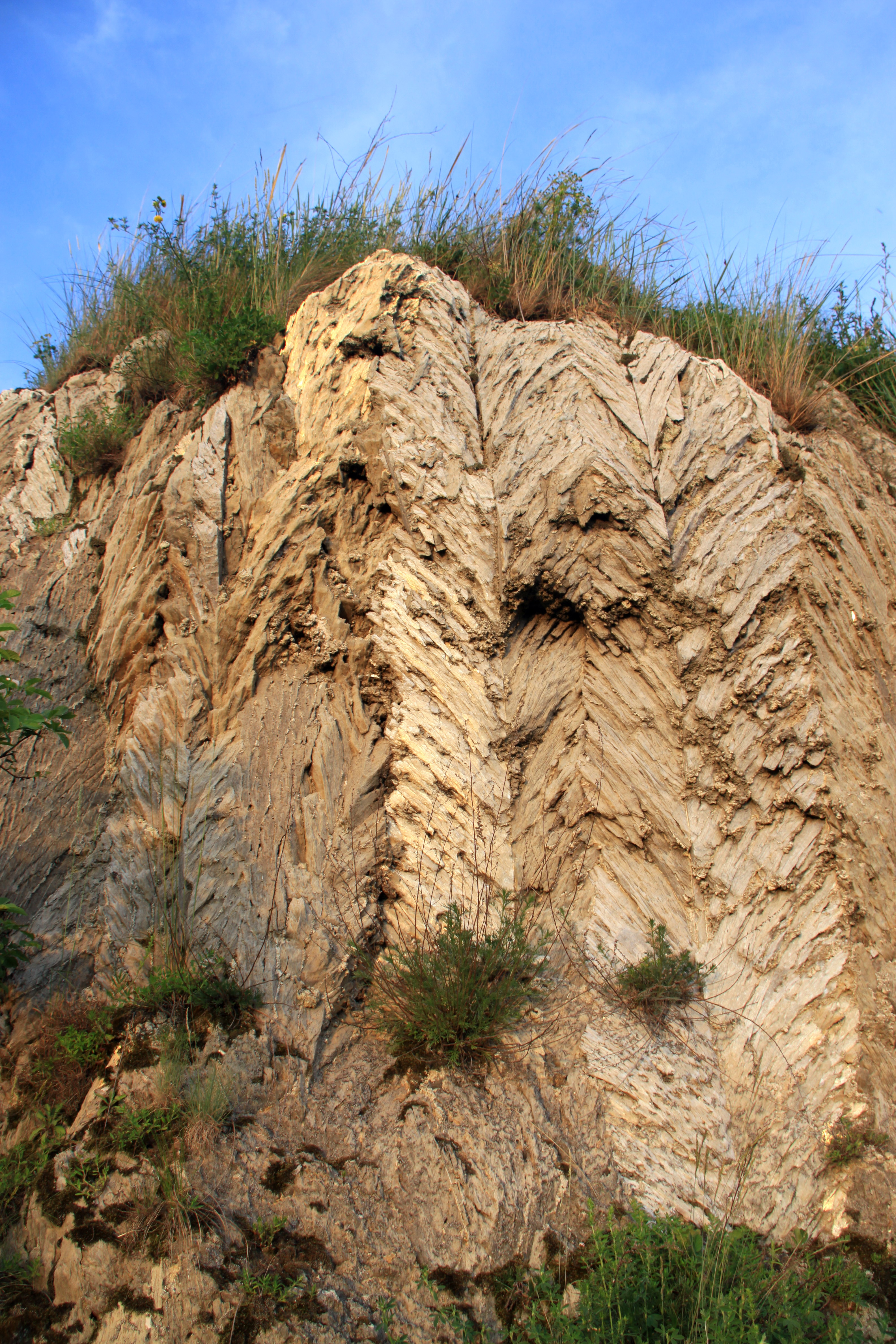
Skały gipsowe w Marzęcinie

Jaskinia jest pomnikiem przyrody.

## Opis jaskini
Główną częścią jaskini jest obszerna sala, do której prowadzą trzy otwory wejściowe (jeden duży, szeroki oraz położone obok niego dwa małe otwory będące wylotami studzienek). W sali znajdują się trzy nieduże kominki oraz odchodzi z niej krótki ciąg prowadzący do położonej wyżej niewielkiej salki.

## Przyroda
W jaskini brak jest nacieków. Większa część sali jest zalana wodą. Okresowo główny otwór staje się wywierzyskiem. W jaskini bywają lisy i borsuki.

## Historia odkryć
Jaskinia była znana od dawna. Jej pierwszy plan i opis sporządzili  K.P. Wołoszyn i S. Wiraszka w 1985 roku. Istnieje prawdopodobieństwo, że jaskinia ma połączenie z położoną w pobliżu Jaskinią w Marzęcinie.